# كلوز فايسه
كلوز فايسه (بالنرويجية البوكمول: Claus Wiese)‏ هو ممثل نرويجي، ولد في 1 مارس 1924، وتوفي في 7 سبتمبر 1987.

## وصلات خارجية
- كلوز فايسه على موقع IMDb (الإنجليزية)
- كلوز فايسه على موقع قاعدة بيانات الأفلام السويدية (السويدية)
- كلوز فايسه على موقع قاعدة بيانات الفيلم (الإنجليزية)